# 大籽猕猴桃
大籽猕猴桃（学名：Actinidia macrosperma）是猕猴桃科猕猴桃属的植物，为中国的特有植物。分布在中国大陆的湖北、广东、江西、江苏、安徽、浙江等地，生长于海拔142米至500米的地区，多生于低山地的丛林中、丘陵和林缘。

## 变种
- 梅叶猕猴桃（学名：Actinidia macrosperma var. mumoides）为猕猴桃科猕猴桃属大籽猕猴桃的变种。分布于中国大陆的江西、浙江、江苏、安徽等地，多生长在海拔较低的丘陵山地阴坡灌丛中。